# Gajána
A Gajána orosz eredetű női név, valószínűleg a görög gaia szó származéka, aminek a jelentése föld.

## Gyakorisága
Az 1990-es években szórványos név, a 2000-es években nem szerepel a 100 leggyakoribb női név között.

## Névnapok
- január 19.[2]
- július 27.[2]